# سيتارا (إيطاليا)
سيتارا هيكومونا في مقاطعة ساليرنو في منطقة كامبانيا جنوب غرب إيطاليا. تقع في أراضي ساحل أمالفي.

## تاريخ
كانت القرية في الأصل عبارة عن مستوطنة لمجموعة من المسلمين المسلحين في عام 880. تتميز بأنها قرية للصيادين (خاصة سمك التونة)، ومن المحتمل ان اسمها مأخوذ من الكلمة اللاتينية سيتاريا (باليونانية كيتيا)، والتي تعني المدربة (باللغة الإيطالية تونارا)؛ أو سيتاري، أي تجار الأسماك للأسماك الكبيرة.

## جغرافيا
تقع سيتارا على البحر التيراني، على طريق أمالفي درايف بين «مارينا» ألبوري وإيرتشي، على الحدود مع بلديتي فيتري سول ماري ومايوري. تمتد بلدياتها من الساحل إلى جبل فاليريو ولا تضم سوى أبرشية مدنية واحدة (فرازيوني): قرية فوينتي الصغيرة، الواقعة على التلال القريبة من طريق أمالفي.

## أنظر أيضا
- ساحل أمالفي